# Kate Hooper
Kate Jon-Marie Hooper OAM (* 26. Februar 1978 in Auckland, Neuseeland) ist eine ehemalige australische Wasserballspielerin. Sie war Olympiasiegerin 2000 in Sydney.

## Sportliche Karriere
Die 1,77 Meter große Angriffsspielerin spielte für den Triton Water Polo Club in Leederville, einem Stadtteil von Perth.
Kate Hooper bestritt 87 Länderspiele für die australische Nationalmannschaft.
Wasserball für Frauen wurde als Wettbewerb in das Programm der Olympischen Spiele in Sydney 2000 aufgenommen. Die australische Mannschaft gewann die Vorrundengruppe und besiegte im Halbfinale die Russinnen mit 7:6. Mit dem 4:3-Sieg im Finale gegen das Team aus den Vereinigten Staaten waren die Australierinnen die ersten Olympiasiegerinnen im Wasserball. Hooper wirkte in zwei Vorrundenspielen mit und erhielt dafür ebenfalls eine Goldmedaille. 2001 bei der Weltmeisterschaft in Fukuoka erreichten die Australierinnen den fünften Platz, nachdem sie im Viertelfinale gegen die Italienerinnen verloren hatten.